# Centovalli
La vallée des Centovalli (les « cent vallées ») est une vallée encaissée du canton du Tessin en Suisse. Elle débute à Intragna et s'étend jusqu'à Camedo dans la commune de Centovalli près de la frontière italo-suisse. À partir de la frontière commence le val Vigezzo qui continue jusqu'à Domodossola.
Les Centovalli sont desservies par une ligne ferroviaire qui relie Locarno à Domodossola. La rivière Melezza s'écoule au fond de la vallée.

## Toponymie
Le nom italien des Centovalli signifie les « 100 vallées ». Son origine remonterait à 1185 avec le nom de Centum Valles. Celui-ci fait référence aux nombreux vallons présents le long de la vallée principale.

## Géographie
La vallée se trouve dans les Alpes lépontines. Elle est entourée par deux chaînes de montagnes, avec au sud le mont Gridone à 2 188 m d'altitude et au nord le mont Pizzo Ruscada à 2 004 m. Les deux chaînons descendent plus rapidement vers l’est. Hormis le village de Golino et le hameau d'Intragna qui se trouvent dans le fond de la vallée, le reste des habitats se trouve en terrasse, sur le flanc de la vallée entre 600 et 900 m d’altitude. La vallée est traversée par la rivière Melezza (Melezzo orientale).

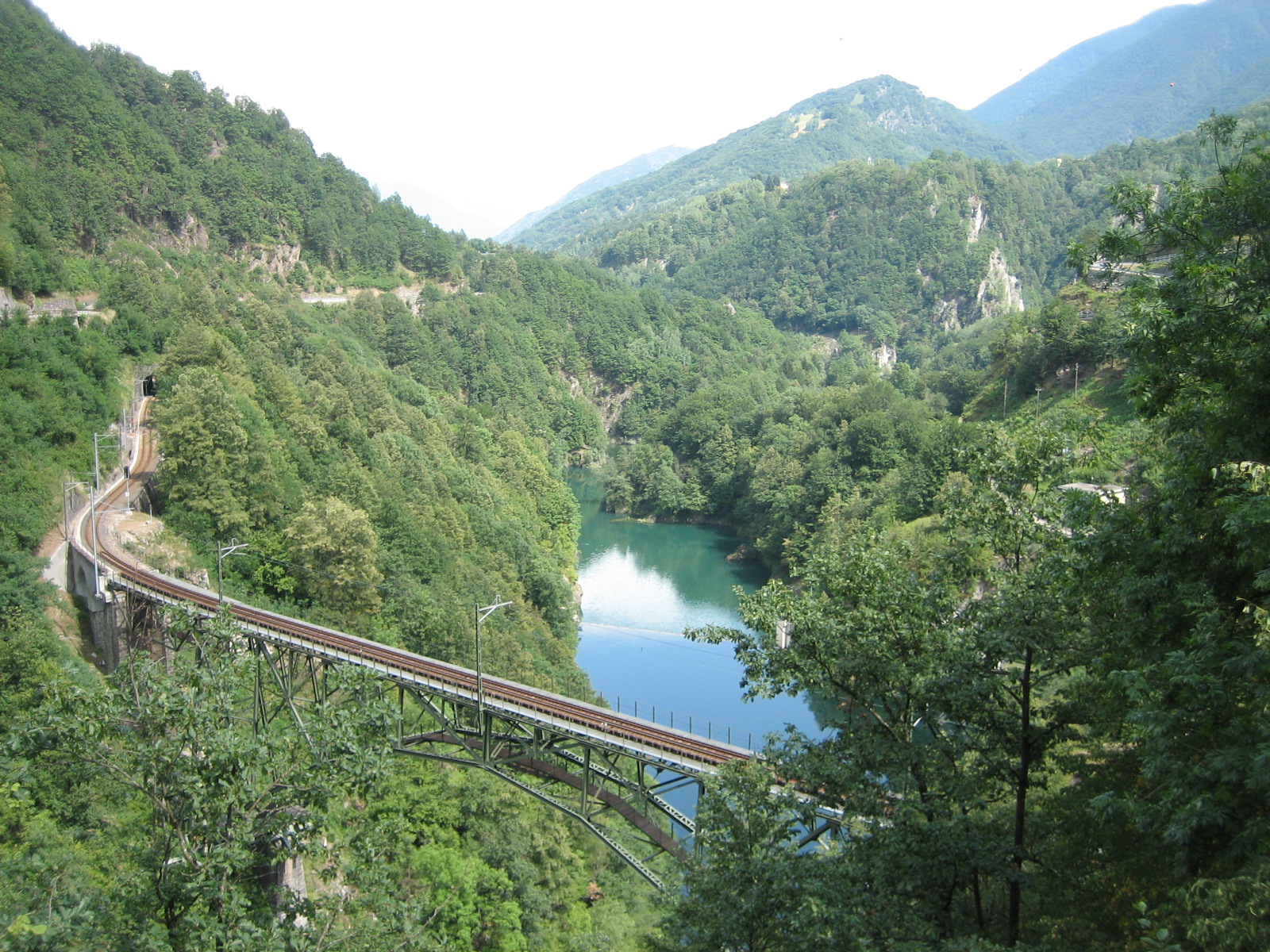
La voie de chemin de fer des Centovalli, près de Camedo.

## Histoire
Depuis l'apparition du nom Centum valles en 1185, les habitats de Borgnone, Palagnedra et Rasa constituaient, au Moyen Âge, un ensemble de communes rurales (vicinia de Centovalli jusqu’à la fin du XIIIe siècle qui, avec la commune de Intragna, constituaient l’archevêché de San Vittore, partie intégrante de la communauté de Locarno et Ascona. En 1531, les 12 cantons souverains suisses s’opposèrent à la requête de séparation de Locarno de cette communauté. En 1838, la vicinia de Centovalli (commune) est à l’origine des communes de Borgnone et Palagnedra, auxquelles se joignit, en 1864, la commune de Rasa, elle-même réintroduite à Intragna en 1972.

## Voies de communication

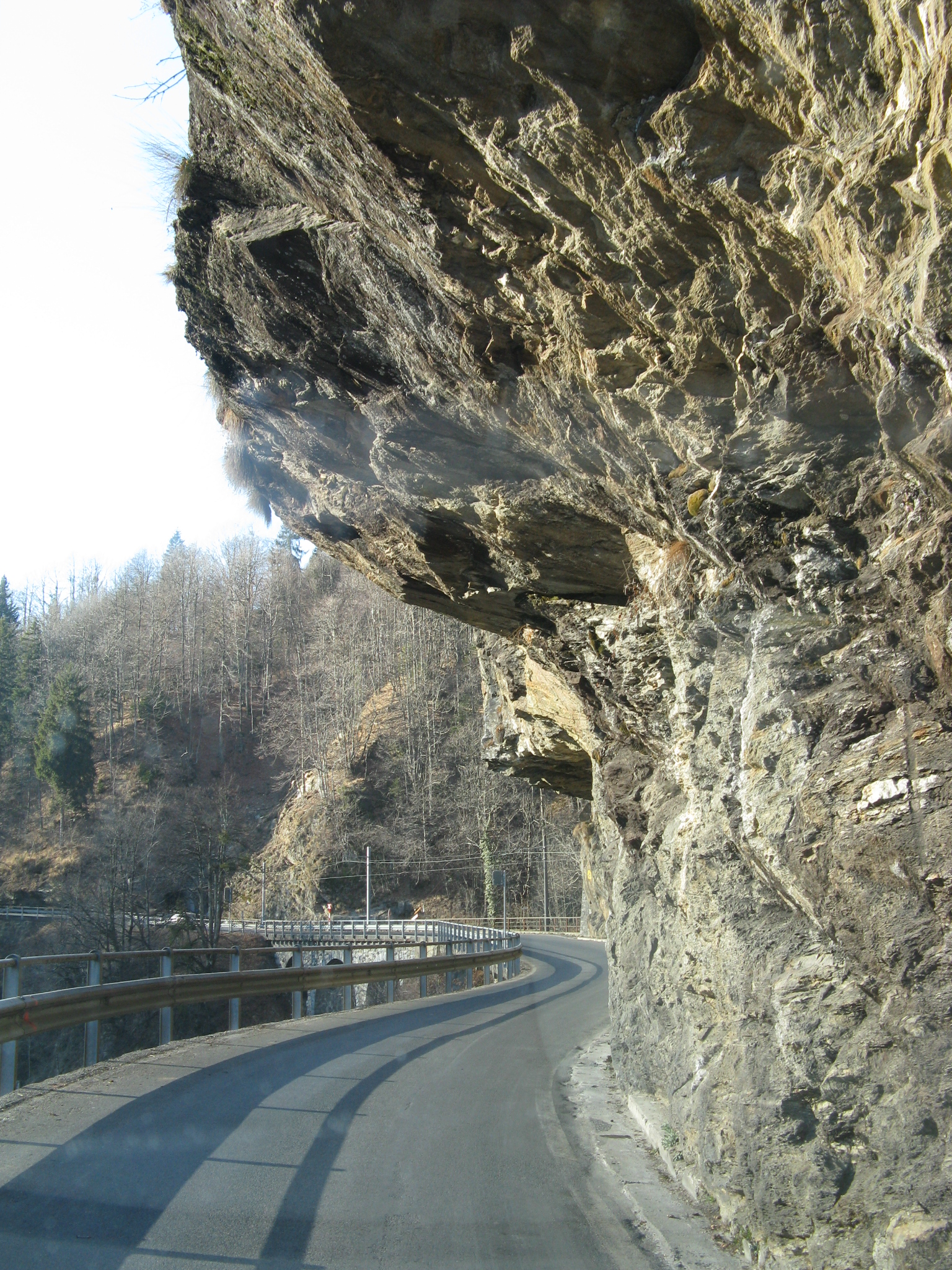
Rochers surplombant la route du Centovalli.

La vallée était parcourue par deux chemins muletiers partant de Intragna : le premier suivait le flanc gauche de la vallée jusqu'aux limites italiennes, en partie sur l'actuel tracé routier. Le second sentier traversait la rivière Melezza sur le pont de Remagliasco, longeant le cours en fond de vallée pour remonter vers Borgnone et Camedo et rejoindre l’Italie.
La route carrossable fut construite en 1846 et reliée au réseau routier italien en 1907, alors que le chemin de fer à voie étroite Domodossola-Locarno, fut réalisé entre 1912 et 1923, qui, par le tunnel du Simplon relie le Tessin au Canton du Valais.